# Narses II de Bagrauandena
Narses II de Bagrauandena (em armênio/arménio: Ներսես Բ Բագրևանդցի; romaniz.: Nerses II Bagrevandetsi) ou Narses II de Astaraque (em armênio/arménio: Ներսես Բ Աշտարակեցի; romaniz.: Nerses II Aštaraketsi; m. 557/8) foi um católico da Igreja Apostólica Armênia de 548/9 a 557/8.

## Nome
Narses é a forma helenizada e latinizada do nome. Em armênio, ocorre como Nerses. A atestação mais antiga do nome ocorre nos Feitos do Divino Sapor, uma inscrição trilíngue do reinado do xainxá sassânida Sapor I (r. 240–270). Em parta é registrado como Narsēs e em pálavi como Narsē. O nome deriva do avéstico Nairyō saŋha-, que literalmente significa "o de muitos discursos", ou seja, o mensageiro divino.

## Biografia
Narses nasceu em Astaraque ou Bagrauandena. Tornou-se católico em 548/9, na sucessão do então falecido Leôncio de Erraste, e permaneceu no posto até sua morte em 557/8, quando foi sucedido por João II de Gabélia. A ele são atribuídos a construção da Basílica de Ciranavor em Astaraque e a convocação, em 21 de março de 555, do Segundo Concílio de Dúbio.
Embora seja chamado de Segundo Concílio de Dúbio, com base nos escritos do católico georgiano dos séculos IX-X Arsênio Saparéli, o encontro organizado por Narses teria sido o terceiro, sendo o segundo de 552/553. Segundo esta hipótese o concílio de 552/553 teria discutido os cânones do Concílio da Calcedônia de 451, que acabaram por ser rejeitados pela Igreja Armênia, enquanto aquele de 555 abordou a propagação do nestorianismo do Oriente Médio tendendo, por conseguinte, em sua condenação; atualmente, pela falta de evidências na lista conciliar armênia, a historiografia supõe que o concílio de 552/553 é fruto duma interpretação errônea.